# 基姆利巴赫河
47°22′48″N 8°38′43″E / 47.37995°N 8.64521°E

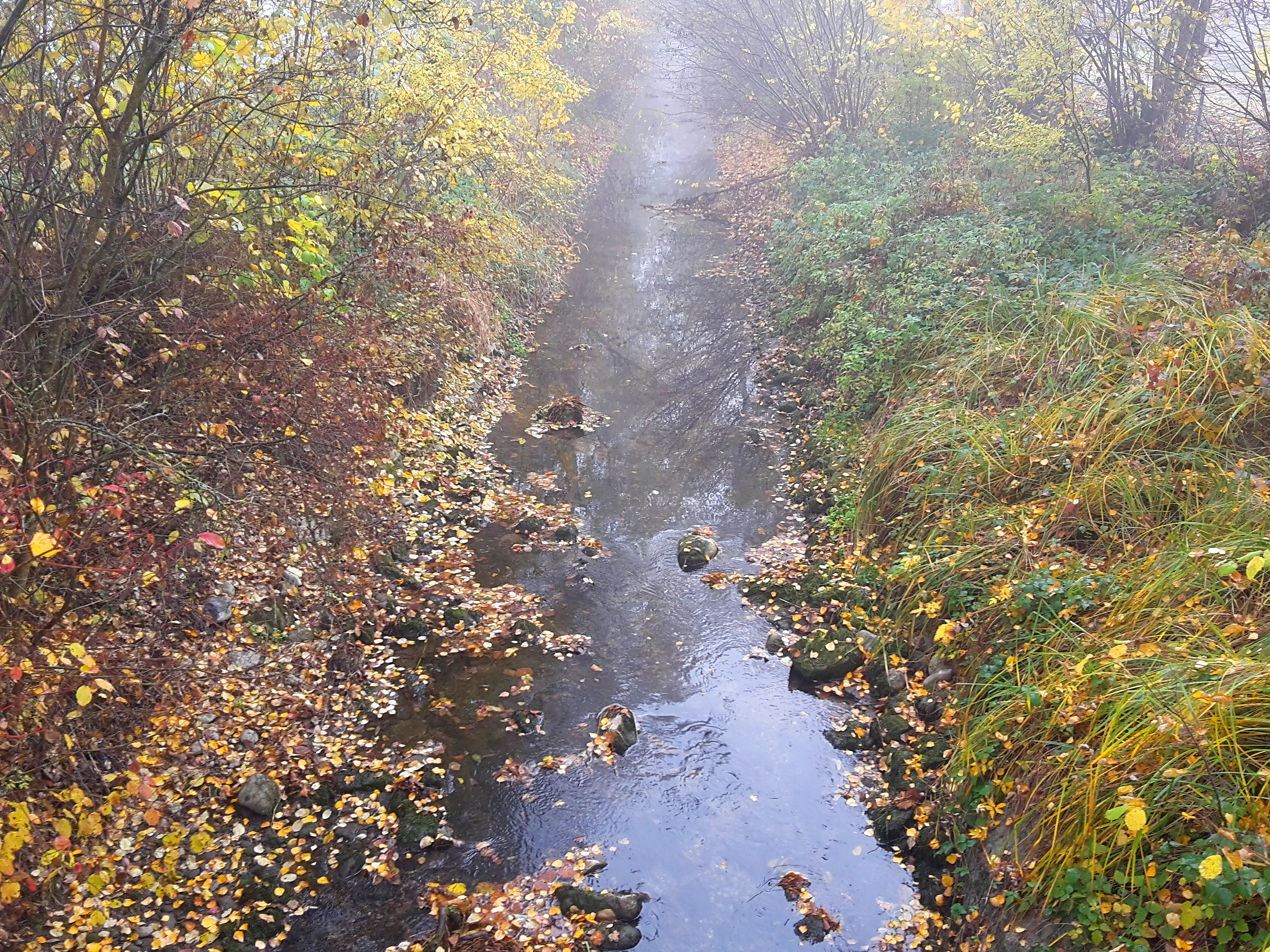

基姆利巴赫河是瑞士的河流，位於該國北部，流經蘇黎世州，屬於格拉特河的右支流，河道全長6.2公里，流域面積12.6平方公里，發源自沃克茨維爾，河口處在施韋岑巴赫。